# Nicolas Ouédec
Nicolas Ouédec (* 28. Oktober 1971 in Lorient, Département Morbihan) ist ein ehemaliger französischer Fußballspieler.
Der ehemalige Nationalspieler wurde 1995 mit dem FC Nantes Französischer Meister und 1994 Torschützenkönig. Ende 2004 beendete er im Alter von 33 Jahren seine Profikarriere.

## Vereinskarriere
Ouédec begann seine Karriere in der Jugend des CS Queven aus seiner Heimatstadt Lorient. 1986 wurde er dort von einem Talentspäher des FC Nantes entdeckt und wechselte in dessen Jugend.
1988 absolvierte er seine ersten Einsätze im B-Team der „Les Canaries“, wo er sich als erfolgreicher Torjäger etablierte. Am 5. August 1989 debütierte er unter Trainer Miroslav Blažević beim 5:1-Heimsieg gegen Racing Paris für Nantes in der Ligue 1. Unter Trainer Jean-Claude Suaudeau avancierte er ab 1991 zum Stammspieler und bildete in Folge gemeinsam mit Patrice Loko ein kongeniales Sturmduo. 1994 wurde er gemeinsam mit Roger Boli und Youri Djorkaeff mit 20 Saisontoren französischer Torschützenkönig, 1995 feierte er an der Seite seiner späteren Nationalmannschaftskollegen Patrice Loko, Reynald Pedros, Claude Makélélé und Christian Karembeu den Meistertitel in der Ligue 1. Gemeinsam mit Loko hatte er insgesamt 40 der insgesamt 71 Saisontore seines Vereins erzielt und galt zu dieser Zeit als der legitime Nachfolger von Jean-Pierre Papin in der Équipe Tricolore.
In der Spielzeit 1995/96 kam er verletzungsbedingt auf lediglich 15 Saisoneinsätze mit vier Saisontoren, woraufhin er nicht in den endgültigen Nationalmannschaftskader Frankreichs für die Fußball-Europameisterschaft 1996 einberufen wurde. Da Nantes aufgrund finanzieller Probleme gezwungen war fast seine gesamte Erfolgsmannschaft zu verkaufen, wechselte er daraufhin erstmals ins Ausland nach Spanien zu Espanyol Barcelona.
Bei Espanyol war man aufgrund seiner eleganten Spielweise überzeugt, einen idealen Stürmer für die hohen Ambitionen in der Primera División gefunden zu haben. In seiner ersten Spielzeit musste er überwiegend als Solospitze agieren, erzielte acht Saisontore, wodurch er hinter Jordi Lardín mit neun Toren klubintern der zweitbeste Torschütze wurde. Mit dem zwölften Tabellenrang verlief die Spielzeit jedoch eher enttäuschend. Mit der Verpflichtung von Juan Esnáider und dem Trainerwechsel zu José Antonio Camacho zur Folgesaison, wurde das System auf zwei Stürmer umgestellt, wodurch sich auch Ouédec besser entfalten konnte.
1998 wechselte er als Wunschspieler von Alain Giresse für eine hohe Ablösesumme zurück nach Frankreich zu Paris Saint-Germain. Dort sollte er gemeinsam mit seinem unter Depressionen leidenden Freund aus Nantes-Zeiten Patrice Loko wieder das erfolgreiche Sturmduo vergangener Zeiten bilden. Der Verein startete desaströs in die Saison, Loko kam aufgrund eines Dauerformtiefs kaum auf Einsatzzeiten und auch Ouédec enttäuschte und entwickelte sich zum veritablen Flop. Mit dem Trainerwechsel von Giresse zu Artur Jorge, der mit Marco Simone, Bruno Rodriguez, Mickaël Madar und Xavier Gravelaine gleich vier neue Stürmer verpflichtete, endete nach einem halben Jahr und zwölf Spielen ohne Torerfolg seine Zeit in Paris.
Im Frühjahr wechselte er daraufhin ligaintern zum Mittelständer HSC Montpellier, wo er sich aber weiterhin außer Form präsentierte. Zur Folgespielzeit versuchte der Verein durch die Verpflichtungen von Loko und Reynald Pedros abermals die frühere Offensivachse der „Nantes-Meistermannschaft“ wiederzubeleben, was jedoch aufgrund der Verletzungsanfälligkeit von Pedros, der fast die gesamte Saison ausfiel und Ouédec der lediglich 18 Saisonspiele mit einem Tor absolvierte, scheiterte. Zwar startete man mit dem Sieg im UEFA Intertoto Cup stark in die Saison, geriet jedoch früh in den Abstiegskampf. Trotz eines stark verbesserten Loko, der mit acht Saisontoren wieder an bessere Zeiten anknüpfen konnte, stieg man daraufhin als Tabellenletzter in die Zweitklassigkeit ab.
Ouédec betrieb daraufhin seine Rückkehr nach Nantes, die jedoch von der sportlichen Leitung rund um Trainer Raynald Denoueix abgelehnt wurde. Nachdem er daraufhin keinen neuen Verein gefunden hatte, blieb er auch in der Ligue 2 bei Montpellier und wurde im Oktober wieder in den Mannschaftsbetrieb integriert. Bis zur Winterpause schoss er daraufhin in zehn Spielen zwei Tore und bereitete drei vor, woraufhin sich der Verein im Winter gegen einen Transfer des Spielers aussprach. Bis zum Saisonende kam er verletzungsbedingt jedoch nur mehr zu drei Einsätzen mit einem Torerfolg, ehe sein Vertrag auslief.
In Folge wechselte er ein weiteres Mal ins Ausland nach Belgien zu RAA Louvièroise. Als Wunschspieler von Trainer Daniel Leclercq geholt, wurde dieser nach schlechten Leistungen bereits Ende der Herbstsaison wieder entlassen und durch Ariël Jacobs ersetzt. Jacobs legte auf eine Zusammenarbeit mit Ouédec keinen Wert, woraufhin man sich im Februar 2002 auf eine einvernehmliche Auflösung des Vertrags einigte.
Kurze Zeit später unterschrieb er einen Einjahresvertrag beim chinesischen Spitzenverein Dalian Shide. In Dalian entwickelte er sich daraufhin zum Publikumsliebling und fand auch wieder zu seiner Torgefährlichkeit. In 21 Saisonspielen gelangen ihm 10 Torerfolge und als ersten Franzosen der Gewinn der chinesischen Meisterschaft, ehe er zum Ligakonkurrenten Shandong Luneng Taishan wechselte. In zwei Spielzeiten in Jinan gewann er noch einmal den chinesischen Pokal und Supercup, ehe er 2004 seine Spielerkarriere zu Gunsten seiner Familie beendete.

## Nationalmannschaft
Nach 18 Spielen mit 11 Torerfolgen für die französische U-21 Nationalmannschaft, feierte er am 29. Mai 1994 beim 1:4-Auswärtssieg im Freundschaftsspiel gegen Japan sein Debüt in der Équipe Tricolore.
In Folge zählte er zum erweiterten Kreis der Nationalmannschaft. Während der Qualifikation zur Fußball-Europameisterschaft 1996 verlor er seinen Platz im endgültigen Aufgebot aufgrund einer verletzungsbedingten schwachen Saison für den FC Nantes an Mickaël Madar.
Nach der Europameisterschaft gelang ihm beim 2:0-Sieg im Freundschaftsspiel gegen Mexiko sein einziger Torerfolg. Es folgte noch ein weiteres Länderspiel gegen England, ehe er aufgrund schwacher Leistungen im Verein nicht mehr für die Nationalmannschaft berücksichtigt wurde.

## Erfolge

### Im Verein
- 1× Französischer Meister: 1995
- 1× Chinesischer Meister: 2002
- 1× Chinesischer Pokalsieger: 2004
- 1× Chinesischer Supercupsieger: 2004
- 1× Französischer Supercupsieger: 1998
- 1× Intertotopokalsieger 1999
- 1× Französischer Pokalfinalist: 1993
- 1× Halbfinalist in der Champions League: 1996

### Als Spieler
- 1× Französischer Torschützenkönig: 1994